# Copestylum imitans
Copestylum imitans är en tvåvingeart som först beskrevs av Charles Howard Curran 1926.  Copestylum imitans ingår i släktet Copestylum och familjen blomflugor. Inga underarter finns listade i Catalogue of Life.